# Miejska Górka (gemeente)
De gemeente Miejska Górka is een stad- en landgemeente in het Poolse woiwodschap Groot-Polen, in powiat Rawicki.
De zetel van de gemeente is in Miejska Górka.
Op 30 juni 2004 telde de gemeente 9276 inwoners.

## Oppervlakte gegevens
In 2002 bedroeg de totale oppervlakte van gemeente Miejska Górka 103,62 km², waarvan:
- agrarisch gebied: 88%
- bossen: 3,5%

De gemeente beslaat 18,73% van de totale oppervlakte van de powiat.

## Demografie
Stand op 30 juni 2004:
| Omschrijving                   | Totaal | Totaal | Vrouwen | Vrouwen | Mannen | Mannen |
| ------------------------------ | ------ | ------ | ------- | ------- | ------ | ------ |
| eenheid                        | aantal | %      | aantal  | %       | aantal | %      |
| inwoners                       | 9276   | 100    | 4655    | 50,2    | 4621   | 49,8   |
| bevolkingsdichtheid (inw./km²) | 89,5   | 89,5   | 44,9    | 44,9    | 44,6   | 44,6   |

In 2002 bedroeg het gemiddelde inkomen per inwoner 1328,66 zł.

## Administratieve plaatsen (sołectwo)
Dąbrowa, Dłoń, Gostkowo, Karolinki, Kołaczkowice, Konary, Niemarzyn, Oczkowice, Piaski-Zalesie, Roszkowo, Roszkówko, Rozstępniewo, Rzyczkowo, Sobiałkowo, Topólka, Woszczkowo, Zakrzewo.
Zonder de status sołectwo : Annopol, Jagodnia, Melanowo, Zmysłowo.

## Aangrenzende gemeenten
Bojanowo, Jutrosin, Krobia, Pakosław, Pępowo, Poniec, Rawicz